# Цинк, Ондржей
Ондржей Цинк (чеш. Ondřej Cink; род. 7 декабря 1990, Рокицани, Пльзеньский край, Чехия) — чешский профессиональный шоссейный велогонщик, выступающий за команду Bahrain Victorious.

## Карьера
Начал карьеру в маунтинбайке. Чемпион мира в этом виде спорта среди мужчин в возрасте до 23 лет (2012), Чемпион Европы (2012), двукратный бронзовый призёр Чемпионата мира (2010, 2015), и трёхкратный бронзовый призёр Чемпионата Европы (2010, 2013, 2016). Выступал в этом виде спорта на летних Олимпийских играх 2012 и 2016 годов. 

С 2017 года выступает как профессиональный шоссейный велогонщик за команду Bahrain Victorious. В 2017 году дебютировал на Гранд-турах, участвуя в Тур де Франс, сошёл на 19 этапе.

## Достижения вмаунтинбайке
2010
- 3-й  на Чемпионате мира по маунтинбайку
- 3-й  на Чемпионате Европы по маунтинбайку

2012
- 1-й  Чемпион мира по маунтинбайку в категории U-23
- 1-й  Чемпион Европы по маунтинбайку
- 14-й на летних Олимпийских играх

2013
- 3-й  на Чемпионате Европы по маунтинбайку

2015
- 3-й  на Чемпионате мира по маунтинбайку

2016
- 3-й  на Чемпионате Европы по маунтинбайку
- 15-й на летних Олимпийских играх

## Достижения в шоссейном велоспорте
2017
- 9-й на Вуэльта Андалусии — ГК

| ГК | Генеральная классификация |

## Статистика выступлений наГранд Турах
| Гранд Тур | 2017 |
| --------- | ---- |
| Джиро     | -    |
| Тур       | сход |
| Вуэльта   | -    |